# Groezrock

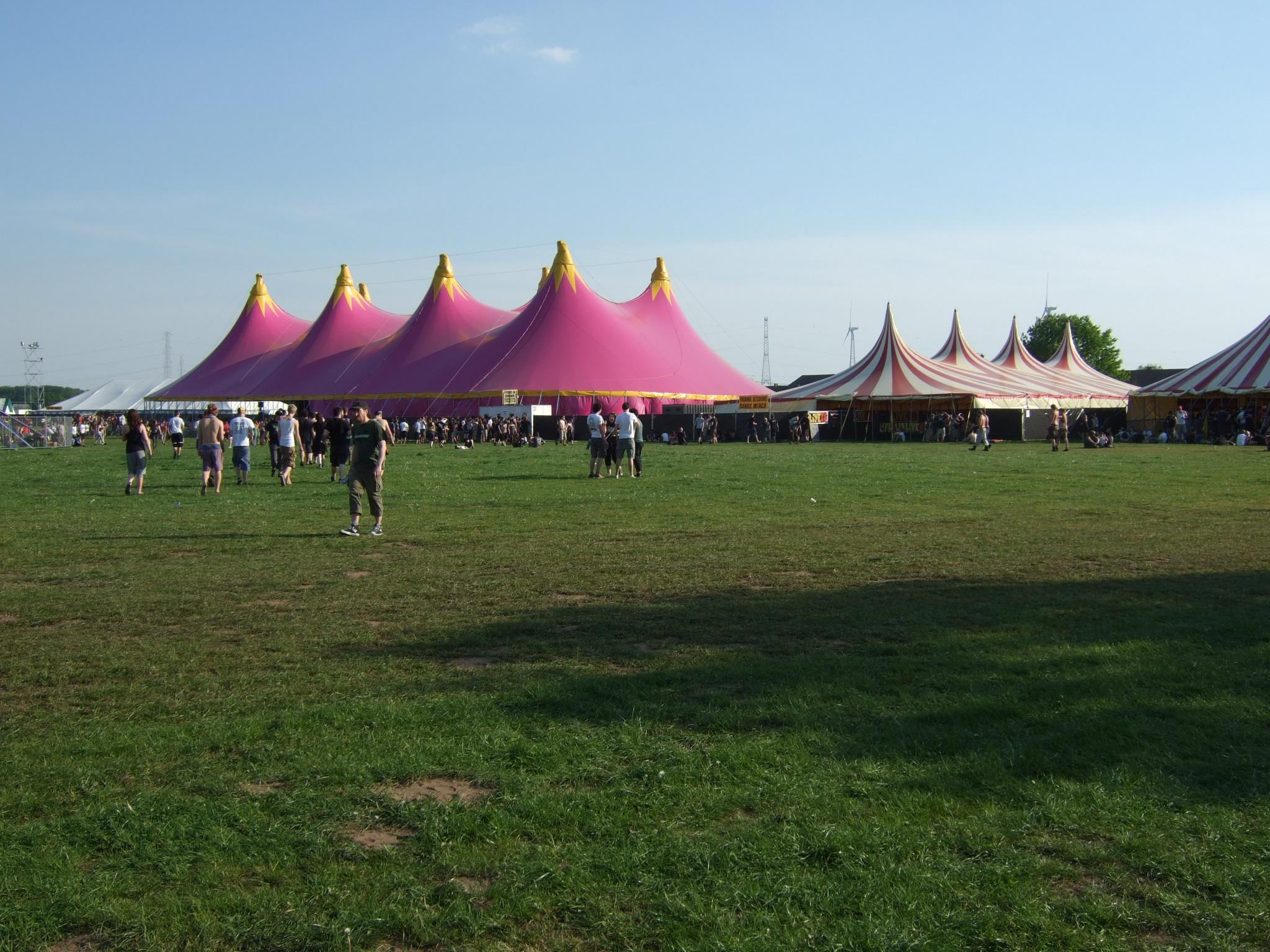
Das Festivalgelände (2008)

Das Groezrock ist ein jährlich stattfindendes Musikfestival im belgischen Meerhout (Gestel). Für gewöhnlich findet es immer am letzten Wochenende im April statt.
Das erste Groezrock ("Gras Rock" im lokalen Dialekt) fand 1992 als kleines Rock- und Pop-Festival mit knapp 400 Besuchern statt. Erst 1997 erhöhten sich langsam aber stetig die Besucherzahlen, bis zum Rekord im Jahre 2009 mit über 30.000 Besuchern. Ab 2003 gibt es zwei Zelte mit je einer Bühne, die „Main Stage“ sowie die von Eastpak gesponserte „Core Stage“.
2006 feierte das Festival sein 15. Jubiläum und findet seitdem an zwei Tagen statt.
2009 wurde eine dritte Bühne, die von Etnies gesponserte Etnies „Back to Basics Stage“, eingeführt. Auf dieser spielen zumeist Bands des Genre Hardcore.
2015 gab es erstmals eine fünfte Bühne, die sogenannte "The Revenge Stage". Diese Bühne wird im Wechsel mit der "Back to Basics Stage" bespielt.
Nachdem das Festival auf Grund interner Umstrukturierungen 2018 als Indoor-Festival stattfand, fand 2019 das letzte Open-Air-Festival statt.

## Bisherige Termine und Bands

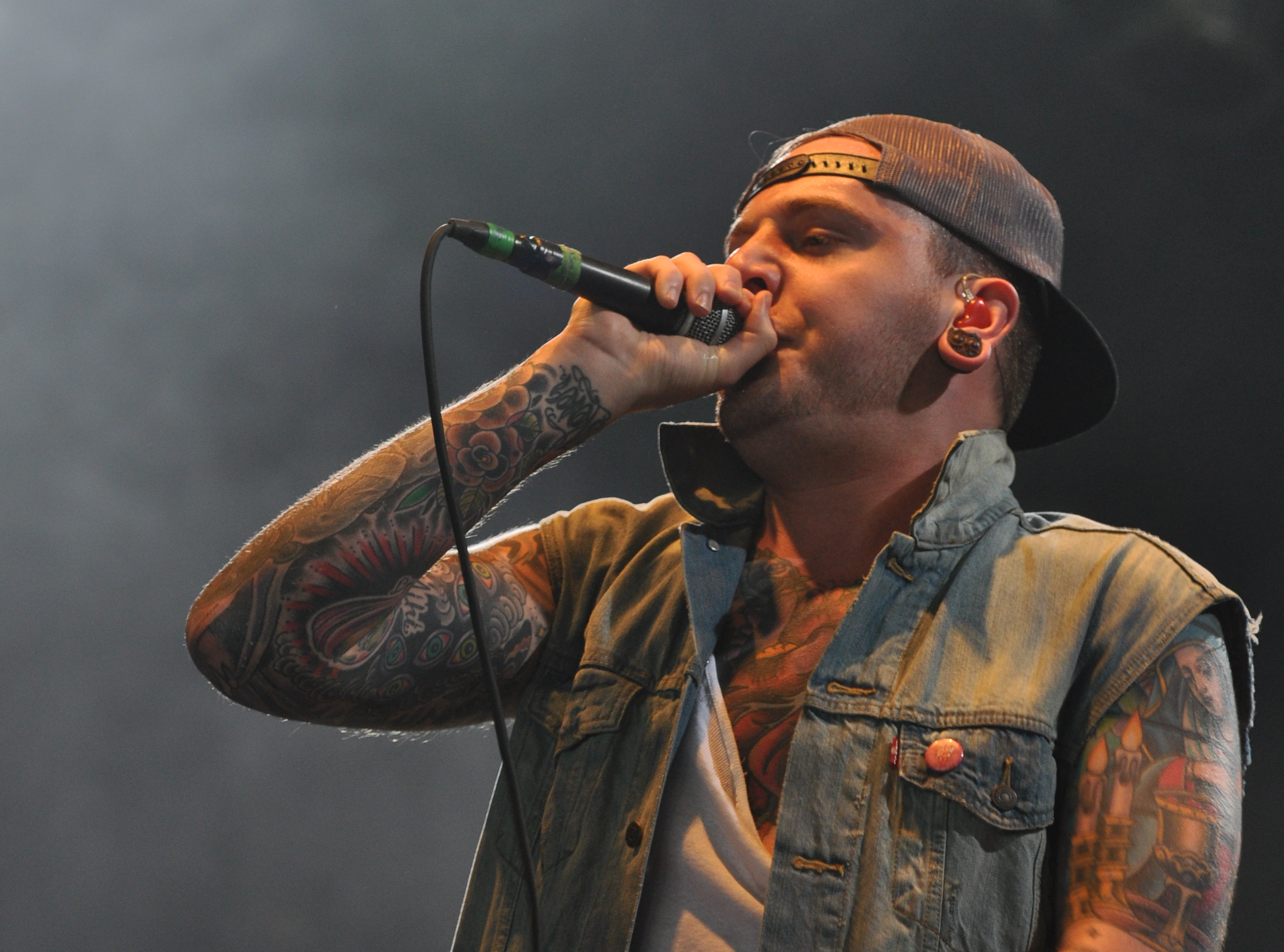
Chelsea Grin beim Groezrock 2013

1. Mai 1992Grandma's Toy, Buckle Juice, Dinky Toys, Pitti Polak
24. April 1993Give Buzze, The Establishment, Ashbury Faith, The Scabs
30. April 1994One Hes, Inna Nip, Rusk, Groggy's Crawl, Thermos, Burma Shave, Metal Molly, Jack of Hearts, Soapstone, B. J. Scott
29. April 1995Oxid, Cesspool, Quip, Dildo Warheads, Mutilated, Deeper, Brotherhood Foundation, L. A. Doors
27. April 1996Small Yellow Fish, Protest, Underdog!?, Cooper, Def Real, The Romans, Brotherhood Foundation, Deviate
26. April 1997Ryker’s, De Heideroosjes, Brotherhood Foundation, Gwyllions, Instructions for Use, Igor's Record Shop, Cornflames, Flee Bag
25. April 1998Millencolin, Good Riddance, Intensity, AFI, Hard Resistance, Undeclinable Ambuscade, Pancake, Instructions For Use, Sixpack Joe, Cooperate, Plan 9
24. April 1999No Fun at All, Ten Foot Pole, 59 Times the Pain, Good Riddance, 88 Fingers Louie, Buck Wild, Bombshell Rocks, Void Section, Jane's Detd, 2 Late, Access Denied, Nevergreen, PN
29. April 2000No Fun at All, De Heideroosjes, Down by Law, Liberator, The Bouncing Souls, Within Reach, Facedown, Vision, 5 Days Off, I Against I, Skin of Tears, Apeshit, Delate, Figure It Out
28. April 2001Square One, Buckle Up, Powerhouse, Deviates, Venerea, Burning Heads, Adhesive, Stoned, Randy, Undeclinable, 59 Times the Pain, Snuff, SNFU, Ignite, Voodoo Glow Skulls, union 13
27. April 2002Bad Religion, Sick of It All, Guttermouth, Down by Law, Satanic Surfers, Circle, .Calibre, Kill Your Idols, Horace Pinker, Flatcat
26. April 2003Dropkick Murphys, Biohazard, Glassjaw, Ten Foot Pole, Hot Water Music, dredg, Flogging Molly, Gameface, Randy, The Shandon, Face Tomorrow, Skool's Out, Severance, Between the Lines, Support, Terror, Caliban, Give Up the Ghost, Stairland, Poison the Well
24. April 2004Millencolin, Sick of It All, De Heideroosjes, Mad Caddies, Madball, Pulley, Strung Out, Ten Foot Pole, Midtown, The Almighty Trigger Happy, Travoltas, Belvedere, Beatsteaks, E.Town Concrete, Stretch Arm Strong, Liar, The Bronx, The Promise, Cornflames, Rise and Fall, Champion
30. April 2005Lagwagon, Hatebreed, Mad Caddies, Flogging Molly, 7 Seconds, boysetsfire, Rise Against, Tsunami Bomb, Strike Anywhere, Only Crime, Capdown, Pepper, SFP Coheed and Cambria, Ringworm, Hopesfall, Alexisonfire, Street Dogs, From Autumn to Ashes, Modern Life Is War, Maroon, The Setup, Malkovich
28./29. April 2006Taking Back Sunday, Thrice, Goldfinger, Underoath, Silverstein, Aiden, Say Anything, Bad Religion, Dropkick Murphys, Sick of It All, Anti-Flag, Me First and the Gimme Gimmes, Less Than Jake, No Use for a Name, Death by Stereo, Peter Pan Speedrock, A Wilhelm Scream, The Lawrence Arms, Latterman, The Banner, Path of Resistance, Born from Pain, All Out War, Raised Fist, Comeback Kid, Himsa, The Maple Room, Bold, The Spirit That Guides Us, Officer Jones & HPCP
27./28. April 2007Big D and the Kids Table, Caliban, Death by Stereo, Enter Shikari, Gallows, Motion City Soundtrack, New Found Glory, No Turning Back, Saosin, Senses Fail, Stretch Armstrong, The All-American Rejects, Aiden, Cancer Bats, Converge, Deadline, Death Before Disco, Full Blown Chaos, Hatebreed, Hit the Lights, Ignite, Jimmy Eat World, Lagwagon, Lostprophets, Mad Caddies, MxPx, Rise Against, Sparta, Street Dogs, Strung Out, Terror, The Ataris, The Bronx, MewithoutYou, Tiger Army
9./10. Mai 2008Alkaline Trio, All Time Low, Anti-Flag, Billy Talent, Finch, Hot Water Music, Mayday Parade, Set Your Goals, Silverstein, Strike Anywhere, The Audition, The Blackout, The Planet Smashers, 59 Times the Pain, A Wilhelm Scream, Agnostic Front, Bad Religion, The Bouncing Souls, Bury Your Dead, Cursed, Do or Die, El Guapo Stuntteam, Face to Face, Heaven Shall Burn, Horse the Band, No Fun at All, Parkway Drive, Sick of It All, Story of the Year, Suicide Silence, The Bones, The Flatliners, The Loved Ones, The Setup, The Toasters, This Is Hell
17./18. April 2009NOFX, Walls of Jericho, Comeback Kid, Misery Signals, Architects, Bane, Outbreak, Bullet for My Valentine, The Get Up Kids, The Aquabats, Poison the Well, The Living End, Street Dogs, United Nations, Underoath, Taking Back Sunday, Bleeding Through, Escape the Fate, Gino's Eyeball, Emery, P.O.Box, Senses Fail, The Unseen, Darkest Hour, Backfire!, Mad Sin, Rise Against, Nuns Go Riot, True Colors, Death Before Dishonor, Mid Air Collision, The Sedan Vault, Innerpartysystem, Nations Afire, Thursday, Kid Down, Bring Me the Horizon, VersaEmerge, Campus, The Flatliners, Tackleberry, This Is a Standoff, Amenra, Catch 22, MxPx, Tenement Kids, The Vandals, You Me at Six, Sounds Like Violence, Beneath the Massacre, The Academy Is..., No Fun at All, The Ghost of a Thousand, First Blood, Billy the Kill
23./24. April 2010Sum 41, AFI, Bad Religion, Pennywise, Funeral for a Friend, Zebrahead, Lit, The Bouncing Souls, Alesana, Millencolin, Haste the Day, Parkway Drive, Strike Anywhere, Face to Face, Agnostic Front, A Skylit Drive, Mustard Plug, Dance Gavin Dance, H2O, A Wilhelm Scream, The Real McKenzies, Despised Icon, Caliban, In Fear and Faith, Winds of Plague, MC Lars, 88 Fingers Louie, The Aggrolites, Holding Onto Hope, The Ghost of a Thousand, This Is Hell, Good Clean Fun, Born from Pain, The Warriors, Fake Problems, The Swellers, The Friday Night Boys, Rise and Fall, Asking Alexandria, Defeater, Banner Pilot, 50 Lions, Mute, Mariachi El Bronx, Young Guns, Pour Habit, Static Radio NJ, Steak Number Eight
22./23. April 2011NOFX, Dropkick Murphys, Flogging Molly, Hatebreed, Sick of It All, Danko Jones, Further Seems Forever, Millencolin, Whitechapel, The Blackout, Underoath, The Used, Every Time I Die, Circa Survive, Thursday, Twin Atlantic, Dashboard Confessional, Descendents, Goldfinger, Blood for Blood, Madball, Street Dogs, No Friends, boysetsfire, The Black Pacific, Craig's Brother, Army of Freshmen, Rufio, Cute Is What We Aim For, We Came as Romans, Bleed from Within, Impending Doom, Miss May I, The Acacia Strain, Blade, Veara, Grey Area, Devil's Brigade, Shai Hulud, Sugarcult, Piebald, Streetlight Manifesto, Teenage Bottlerocket, Dead to Me, Saves the Day, Snapcase, Comeback Kid, Street Dogs, Homer, Asking Alexandria, Old Man Markley, Blacklist Royals, Social Suicide, H₂O, CIV, Brotherhood Foundation, The Ghost Inside, Hoods, Dear Landlord, Grave Maker, Cruel Hand
28./29. April 2012Rancid, Refused, Lagwagon, Face to Face, Simple Plan, Yellowcard, Good Riddance, Thrice, Lifetime, Alkaline Trio, De Heideroosjes, Unearth, Parkway Drive, Gorilla Biscuits, Hazen Street, Terror, The Dillinger Escape Plan, Anti-Flag, Heaven Shall Burn, 7 Seconds, The Bouncing Souls, Hot Water Music, Reel Big Fish, Motion City Soundtrack, Evergreen Terrace, The Bronx, Set Your Goals, MxPx, Verse, Slapshot, The Ghost Inside, Architects, Cobra Skulls, The Wonder Years, Your Demise, Bigwig, Zebrahead, For Today, DYS, Belvedere, The Dangerous Summer, Gallows, Such Gold, Off with Their Heads, Old Firm Casuals, I Am the Avalanche, Make Do and Mend, Miss May I, Trigger Effect, Chixdiggit, Billy the Kill, Royal Republic, Red City Radio, The Menzingers, Junius, Authority Zero, Versus the World, Bear, Sunpower, Banquets, Wolves Like Us, Confession, Laura Jane Grace, We Are the In Crowd, Jonah Matranga, The Copyrights, Dave Hause, Counterpunch, Kevin Seconds, Paceshifters, Mike Herrera, Vienna, Chuck Ragan, Garret Klahn, Hostage Calm, Face Tomorrow
27./28. April 2013Rise Against, Bad Religion, Billy Talent, Rocket from the Crypt, Pennywise, AC4, Flag, Hatebreed, Turbonegro, Texas Is the Reason, ...And You Will Know Us by the Trail of Dead, Frank Turner, The Aquabats, Pulley, The Used, The Starting Line, Less Than Jake, Strung Out, The Ataris, The Flatliners, Smoke or Fire, The Dopamines, Nothington, Killswitch Engage, Bring Me the Horizon, August Burns Red, Sparta, Attack Attack!, A Wilhelm Scream, Streetlight Manifesto, The Riverboat Gamblers, Far from Finished, The Rocket, Grade, Emmure, The Kids, Samiam, Joey Cape's Bad Loud, Chelsea Grin, Crossfaith, Crushing Caspars, Comeback Kid, Kid Dynamite, Title Fight, Implants, Trapped Under Ice, The Story So Far, Obey the Brave, John Coffey, Six Ft Ditch, Attila, Buried in Verona, Dave Hause, Jonny Two Bags, Walter Schreifels, Scorpios, Kristopher Roe, Russ Rankin, Miracles, Min, Narrows, Adept, Stick to Your Guns, While She Sleeps, Bastions, Into Another, Strife, Polar Bear Club, First Blood, Old Man Markley, Pure Love, Iron Chic, Midnight Souls, Masked Intruder, The Front Bottoms, Geoff Rickly, Vinnie Caruana, Rocky Votolato, Tim Vantol, Rob Lynch, Into It. Over It., PJ Bond, Arizona & Grey Like Masquerade
2./3. Mai 2014NOFX, The Offspring, The Hives, Alkaline Trio, ALL, All Pigs Must Die, Apologies, Astpai, Atlas Losing Grip, Bayside, Biohazard, Blitz Kids, Bodyjar, Boysetsfire, Brand New, Bury Tomorrow, Caliban, Chunk! No Captain Chunk!, Crazy Arm, Cro-Mags, Deez Nuts, Devil in Me, Done Dying, Doomriders, Drug Church, Edward in Venice, Elway, Everlast, Fabulous Disaster, Falling in Reverse, Fathoms, Funeral Dress, Gameface, Get Dead, H2O, I Am the Avalanche, Ignite, I Have None, I Killed the Prom Queen, INVSN, Iron Chic, Judge, Kids Insane, La Dispute, Larry and His Flask, Liferuiner, Madball, Moments, Modern Life Is War, My Extraordinary, New Found Glory, Norma Jean, Paint It Black, PUP, Quicksand, Red City Radio, Restorations, River Jumpers, Saves the Day, Screeching Weasel, Shell Beach, Snuff, Still Bust, Taking Back Sunday, Terror, The Casualties, The Charm the Fury, The Descendents, The Devil Wears Prada, The Ghost Inside, The Ignored, The Lawrence Arms, The Menzingers, The Priceduifkes, The Setup, The Smith Street Band, The Toasters, The Tramps, The Wonder Years, Tim Barry, Touché Amoré, Wisdom in Chains
1./2. Mai 2015Social Distortion, Refused, Against Me!, Agnostic Front, American Nightmare, Angel Du$t, As Friends Rust, Atreyu, Bane, Banner Pilot, Basement, Beach Slang, Broilers, Brutus, Call It Off, Cancer Bats, Carnifex, Ceremony, Cold World, Comeback Kid, Counterpunch, Dave Hause, Deez Nuts, Defeater, Diesel Boy, Direct Hit!, F.O.D., Feed the Rhino, Forus, Frenzal Rhomb, Frnkiero & the Cellabration, Gnarwolves, Good Riddance, Iron Reagan, Joyce Manor, Knapsack, Lagwagon, Love Zombies, Make Do & Mend, Masked Intruder, Millencolin, Mineral, Motion City Soundtrack, Nasty, No Turning Back, Obey the Brave, Obliterations, OFF!, Off with Their Heads, Pennywise, Psycho 44, Raised Fist, Reign Supreme, Satanic Surfers, Set It Off, Set Things Right, Stick to Your Guns, Such Gold, Suicide Silence, Teenage Bottlerocket, The Acacia Strain, The Deaf, The Early November, The Ghost Inside, The Hell, The Holy Mess, The Hotelier, The Interrupters, The Loved Ones, The Mighty Mighty Bosstones, The Real McKenzies, The Smith Street Band, The Swellers, Timeshares, Title Fight, Toxic Shock, Transit, Trash Talk, Turbowolf, Turnstile, Under the Influence, Unearth, While She Sleeps, Whitechapel, You Blew It, Your Highness
29./30. April 2016Bad Cop/Bad Cop, Blessthefall, Broken Teeth, Burn, Bury Your Dead, Caliban, Clowns, Coma Commander, Dag Nasty, Despised Icon, Dillinger Four, Double Veterans, Emmure, Face to Face, Flatcat, Four Year Strong, Frank Carter & The Rattlesnakes, Frank Turner & The Sleeping Souls, Hatebreed, Hellions, Iron Chic, Juliette & The Licks, Knockout Kid, Less Than Jake, Letlive, Mad Caddies, Me First & The Gimme Gimmes, Modern Baseball, Moose Blood, Much the Same, Muncie Girls, Night Birds, No Fun at All, No Use for a Name, Northlane, Not on Tour, Off the Cross, Pears, PUP, Rancid, Rozwell Kid, Saosin, Siberian Meat Grinder, Sick of It All, SNFU, Sum 41, Tangled Horns, Teen Agers, Terror, The Aggrolites, The Bennies, The Dirty Nil, The Falcon, The Movielife, Venerea, Walls of Jericho, We'rewolves, Youth of Today
29./30. April 2017Deftones, Anti-Flag, Parkway Drive, Gorilla Biscuits, AJJ, Arcane Roots, Belvedere, Bent Life, Blood Youth, Boston Manor, Brutality Will Prevail, Brutus, Call It Off, Choking Victim, Clowns, Cocaine Piss, Cock Sparrer, Counterfeit, Cro-Mags, Deafheaven, F.O.D., H2O, He Is Legend, Ignite, In Hearts Wake, Incendiary, Jeff Rosenstock, MewithoutYou, Mobina Galore, Moments, No Turning Back, Nothington, Oathbreaker, Pennywise, Petrol Girls, Red City Radio, Skinny Lister, Skyharbour, Stick to Your Guns, Strike Anywhere, Swingin’ Utters, The Bouncing Souls, The Flatliners, The Menzingers, Thrice, Tim Vantol, toyGuitar, Trade Wind, Undeclinable Ambuscade, Underoath, Wolf Down, Young Hearts, Zebrahead
27. Oktober 2018 (Indoor Festival)Reel Big Fish, Abhinanda, Down By Law, Iron Reagan, Will Haven, Black Peaks, Bleed from Within, Can't Swim, Cold Ground, Culture Abuse, Lotus, Napoleon, The Dangerous Summer, This Means War, Pas De Chance, Sons, Toxic Shock
26./27. April 2019Jawbreaker, Bold, Amenra, Dropkick Murphys, Comeback Kid, Neck Deep, A Wilhelm Scream, Access Unlocked, Authority Zero, Backtrack, Bad Cop/Bad Cop, Beach Slang, Bearings, Bowling for Soup, Brutus, Bulls on Parade, Can't Swim, Candy, Chaser, Citizen, Coarse, Coheed & Cambria, Counterparts, Dave Haus & The Mermaid, De Heideroosjes, Dead Swans, Deez Nuts, Defeater, Dog Eat Dog, Dream State, Emmure, Eskimo Callboy, Employed to Serve, Fit for a King, Fleddy Melculy, For I Am, Get Dead, Get the Shot, Good Riddance, Goodbye Blue, Hæster, Hank von Hell, Horror My Friend, Jesus Piece, Joyce Manor, King Nine, Koji, Landmvrks, Make Them Suffer, Millencolin, Monday, Morning Again, No Turning Back, Nøfx, Not on Tour, Obey the Brave, One King Down, Pkew Pkew Pkew, Popes of Chilitown, Press Club, Raw Peace, Restorations, Rich Widows, Roam, Samiam, Save Face, Sharptooth, Skon of Tears, Slow Crush, Snuff, Spanish Love Songs, Stab, Stick to Your Guns, Such Gold, Teenage Bottlerocket, The Bronx, The Devil Makes Three, The Last Gang, The Penske File, The Rumjacks, The Tidal Sleep, The World Alive, Tradewind, Trash Talk, Tusky